# Annie de Francia
Annie de Francia è un film cortometraggio del 2009 scritto (insieme a Nanou Garcia) e diretto da Christophe Le Masne.

## Distribuzione

### Data di uscita
- Francia: 11 luglio 2009 (Grenoble Short Film Festival)
- Francia: 23 agosto 2009 (Gindou Film Festival)
- Belgio: 4 ottobre 2009 (Namur Film Festival)
- Francia: 31 gennaio 2010 (Angers Film Festival)
- Francia: 19 ottobre 2010 (Saint-Quentin Ciné-Jeune Film Festival)

## Riconoscimenti
- 2010 - Festival international du court métrage de Clermont-Ferrand
  - Premio Speciale della Giuria - Competizione Nazionale
  - Premio del Pubblico, Festival Côté Court de Pantin, 2010:
- Festival du Cinéma Méditerranéen de Montpellier 2009:
  - Premio del Pubblico, Cinemed
  - Premio della Fondation Beaumarchais, Cinemed
- International Best Short Films Festival, La Ciotat 2010:
  - Premio d'Argento
- Festival de Contis 2009:
  - Premio del Pubblico
  - Menzione Speciale della Giuria
- Festival du Film d’Humour de Meudon 2009:
  - Gran Premio della Giuria
  - Premio alla miglior interpretazione a Nanou Garcia, Fanny Lefebvre e Anita Le Masne
  - Premio del Pubblico
- Lutins du court métrage 2010:
  - Premio Lutin del Pubblico
  - Premio Lutin alla miglior attrice a Nanou Garcia
- Ciné-Rencontres de Prades 2010:
  - Premio del Pubblico
- Festival Ciné en Herbe, Montluçon 2010:
  - Premio della Ville de Montluçon
- Festival de Valloire 2010:
  - Premio Speciale della Giuria
  - Premio alla miglior interpretazione a Fanny Lefebvre e Anita Le Masne
- Festival «Les Hérault du Cinéma», Agde 2010:
  - Premio alla miglior interpretazione a Nanou Garcia
- Festival International du Film, Aubagne 2010:
  - Premio dei Collégiens
- International Fest Film Caravan, Imperia 2010:
  - Caravan d'argento (Secondo Premio)
- Festival Paysages de Cinéastes, Châtenay-Malabry 2010:
  - Premio del Pubblico
- Séquence Court Métrage, Toulouse 2010:
  - Premio del Pubblico